# Rie Usui
Rie Usui (臼井 理恵 Usui Rie?), född 28 december 1989, är en japansk fotbollsspelare som spelar för Nojima Stella Kanagawa Sagamihara.
Rie Usui spelade  landskamper för det japanska landslaget. Hon deltog bland annat i Asiatiska spelen 2014.